# Örjan Wikander
Örjan Wikander (* 6. Juli 1943 in Helsingborg) ist ein schwedischer Archäologe und Professor in der Abteilung für Archäologie und Alte Geschichte der Universität Lund. Zu seinen Forschungsschwerpunkten gehören die Wasserwirtschaft in der Antike mit Schwerpunkt auf römischen Wassermühlen, Kunst und Inschriften der Etrusker sowie die Beziehungen zwischen den Ständen der Senatoren und Eques in der römischen Republik. Er ist Herausgeber des Handbook of Ancient Water Technology (2000). 1989 unternahm er archäologische Forschungen an der Karlsmühle in Mertesdorf.

## Werke (Auswahl)
- Exploitation of Water-Power or Technological Stagnation? A Reappraisal of the Productive Forces in the Roman Empire. Malmö Museer, Malmö 1987, ISBN 91-40-05072-6
- Europa i vardande: Antiken. Almqvist & Wiksell, Stockholm 1997, ISBN 91-21-14597-0
- Handbook of Ancient Water Technology, hrsg. von Örjan Wikander. Brill, Leiden 2000, ISBN 90-04-11123-9
- Etruscan Inscriptions from the Collections of Olof August Danielsson. Addenda to CIE II, I, 4. Museum of Mediterranean and Near Eastern Antiquities (Medelhavsmuseet), Stockholm 2003, ISBN 91-89242-10-6
- Antikens historia, Europa i vardande. Liber, Stockholm 2003, ISBN 91-47-05183-3
- Poeten och cirkelmakaren. En antik skröna. Wahlström & Widstrand, Stockholm 2008, ISBN 978-91-46-21838-8